# نودار دومبادزه
نودار دومبادزه (به گرجی: ნოდარ დუმბაძე) (۱۴ ژوئیه ۱۹۲۸–۴ سپتامبر ۱۹۸۴) نویسنده، شاعر و فیلمنامه‌نویس مشهور گرجی بود.

## زندگی‌نامه
دومبادزه درسال ۱۹۲۸ در تفلیس متولد شد و درسال ۱۹۵۰ تحصیلات خود را در دانشکده اقتصاد دانشگاه دولتی تفلیس به پایان رساند. نخستین اشعار و طنزنوشته‌های خودرا در همان سال منتشر کرد. دومبادزه از سال ۱۹۶۷ تا ۱۹۷۲ به مدت پنج سال دبیر اتحادیه نویسندگان گرجستان بود و درسال ۱۹۷۲ عضو هیئت رئیسه اتحادیه نویسندگان اتحاد جماهیر شوروی شد. وی درسال ۱۹۸۲ در تفلیس درگذشت و جسدش در پارکی که خود آن را تأسیس کرده بود سوزانده شد.

## زندگی حرفه ای
اولین آثار مکتوب دومبادزه سه کتاب حاوی مجموعه داستان‌های طنز بود که یبن سالهای ۱۹۵۶–۱۹۵۷ منتشر شدند. وی با نشریات بسیاری همکاری داشت و عضو هیئت تحریریه روزنامه‌ها بود و در بخش فیلمنامه‌نویسی استودیوی فیلم گرجی فعالیت می‌کرد.
درسال ۱۹۵۹ کتاب «پسر روستایی» را که درقالب مجموعه داستان‌های طنز بود منتشر کرد. درسال ۱۹۶۰ رمانی تقریباً پیرامون شرح حال حال خود به اسم «مادربزرگ، الیکو، ایلاریون و من» را در ۲۰۰ صفحه به نگارش درآورد که وقایع آن در سالهای جنگ جهانی دوم در یک روستای گرجستان رخ می‌دهد.

### رمان‌ها
- «مادربزرگ، الیکو، ایلاریون و من» ۱۹۶۰
- «خورشید را می‌بینم» ۱۹۶۲
- «شب آفتابی»۱۹۶۷
- «نترس، مادر!» ۱۹۷۱
- «پرچم‌های سفید» ۱۹۷۳
- «قانون ابدیت» ۱۹۷۸

### رمان کوتاه
- «کوکوراچا» ۱۹۸۱

## جوایز
- جایزه شوتاروستاولی
- نشان افتخار شوروی
- نشان لنین
- نشان انقلاب اکتبر
- Order of the Red Banner of Labour